# أغنية أطفال

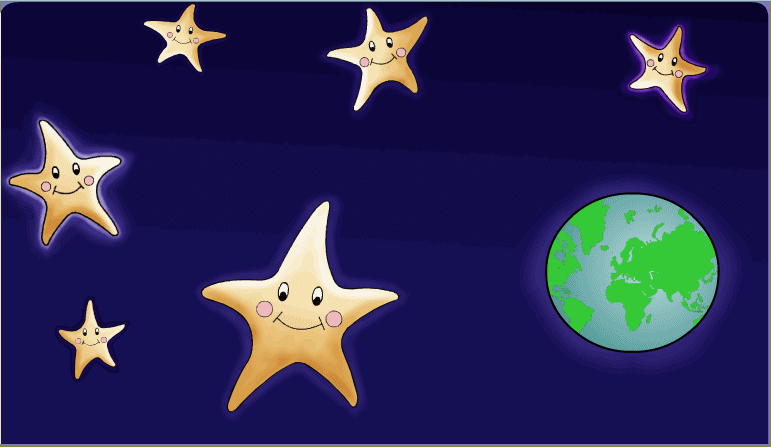
توينكل توينكل ليتل ستار، تهويدة من مشروع تهويدات أوروبا التعليمي.

قد تكون أغنية الأطفال عبارة عن أغنية أسجوعة أطفال تم ضبطها على موسيقى، أو أغنية يخترعها الأطفال ويشاركونها فيما بينهم أو إبداعًا حديثًا مخصصًا للترفيه أو استخدامه في المنزل أو التعليم. على الرغم من تسجيل أغاني الأطفال ودراستها في بعض الثقافات أكثر من غيرها، إلا أنها تبدو عالمية في المجتمع البشري.